# Sárosi Imre
Sárosi Imre, született Schwarcz (Budapest, 1908. december 5. – Budapest, 2006. június 20.) úszó, mesteredző, az Úszó Hírességek Csarnokának tagja.

## Úszópályafutása
1922-ben kezdett el úszni a Ferencvárosi Torna Club színeiben, majd 1930 és 1941 között az MTE csapatában versenyzett. Több úszásnemben indult, de komolyabb eredményt nem sikerült elérnie. 1941-ben vonult vissza az aktív úszástól.

## Edzői pályafutása
Még sportolóként kezdte el sikeres edzői pályafutását a Ferencvárosban, 1930-ban. Tizenegy év után hagyta ott a zöld-fehér egyesületet. Négy év szünet után, 1945 és 1946 között az Újpesti Torna Egylet úszóedzője volt, majd 1948-ig a Neményi Madisznál dolgozott. 1949-ben került a BVSC-hez. Itt érte el legnagyobb edzői sikereit. Tanítványai között több világ- és olimpiai bajnok volt (pl. Székely Éva és Gyenge Valéria). 1963-ban távozott a vasutas sportklubtól, úszó szakfelügyelő volt 1966-ig. Emellett többször volt a magyar úszóválogatott szövetségi kapitánya. 1967-ben megalapította a Budapesti Spartacusnál az ország első úszóóvodáját, melynek 1974-ig vezetője volt. Azután nyugdíjba vonult. Edzői stílusa és sikerei miatt megkapta a Mesti becenevet.
1963 decemberétől a Magyar Testnevelési és Sportszövetség országos tanácsának tagja lett.
1954-ben Bárány Istvánnal közösen könyvet jelentetett meg Az úszás kis kézikönyve címmel.

## Családja
Schwarcz József (1870–1928) mázolósegéd és Fischer Róza fia. Apai nagyszülei Schwarcz Sámuel szabó és Heimann Janka voltak.

## Díjai, elismerései
- Magyar Köztársasági Érdemérem ezüst fokozat (1947)[5]
- Magyar Köztársasági Sportérdemérem bronz fokozat (1949)[6]
- Sport Érdemérem arany fokozat (1955)[7]
- Mesteredző (1961)
- A Ferencvárosi TC örökös tagja (1974)
- Az Úszó Hírességek Csarnokának tagja (1981)
- Örökös mesteredző (1993)
- Óbuda díszpolgára (2001)
- A Magyar Köztársasági Érdemrend tisztikeresztje (2006)
- A magyar úszósport halhatatlanja (2014)[8]